# Oficiul pentru Informații Integrate
Oficiul pentru Informații Integrate (OII) este un organism aflat în cadrul Departamentul Securității Naționale, care a fost creat în 2005 prin Hotărârea CSAT nr.146/2005. Oficiul este condus de un consilier de stat din cadrul DSN al Administrației Prezidențiale, în calitate de director.
Oficiul pentru Informații Integrate stabilește prioritățile din activitatea serviciilor de informații și planifică nevoile de informații pentru securitatea națională. OII elaborează buletinul Informațiilor Naționale de Securitate și alte produse analitice integrate, destinate membrilor CSAT și altor utilizatori ai informațiilor de securitate, stabiliți potrivit legii Toate serviciile secrete din România contribuie cu prin specialiști și experți în cadrul oficiului. Din 2015 Directorul Oficiului Informații Integrate este Constantin Dudu Ionescu.

## Organizare
OII este condus de consilierul de stat din cadrul Departamentului pentru Securitate Naționala al Administrației Prezidențiale, ajutat de doi adjuncți, desemnați de directorii SRI și SIE, cu avizul CSAT. În cadrul Oficiului lucrează personal desemnat de instituțiile reprezentate în Consiliul operativ al Comunității Naționale de Informații și, în funție de nevoi, specialiști și experți din alte domenii de activitate. 
Serviciul de Informații Externe, SRI, DGPI, DGIA participă la activitatea Oficiului pentru Informații Integrate cu experți/analiști, care sunt detașați pe o perioadă determinată de timp în cadrul Oficiului și care se implică în elaborarea produselor informative realizate în cadrul acestei structuri (Buletinul Informațiilor Naționale de Securitate, evaluările naționale integrate, analize integrate pe teme de interes pentru membrii CSAȚ etc.).

## Atribuții
Oficiul pentru Informații Integrate are următoarele atribuții: elaborarea proiectul Planului Național de Priorități Informative, în conformitate cu Strategia de Securitate Națională adoptata de CSAT; repartizarea sarcinilor ce decurg din Planul Național de Priorități Informative instituțiilor din Comunitatea Națională de Informații, elaborarea evaluărilor asupra problematicii de securitate națională, producția de analize integrate pe baza informațiilor primite de la structurile Comunității naționale de informații, emisia de avertismente privind amenințările la adresa securității naționale, elaborarea evaluărilor integrate pentru schimburi de informații, propunerea și coordonarea grupurilor interdepartamentale pentru prognoze și strategii de securitate națională.

## Colectarea de informații
Direcția Generală de Informații a Apărării furnizează Oficiului pentru Informații Integrate atât date și informații, cât și avertizări, zilnic din domeniul informațiilor pentru apărare. DGIA transmite periodic evaluări privind riscuri și amenințări externe și interne, analize și prognoze privind evoluții din zone de interes strategic, materiale informative despre fenomene militare și politico-militare internaționale și evaluări privind vulnerabilități și factori de risc la adresa siguranței naționale în domeniul militar. 